# Église Saint-Firmin de Rochehaut

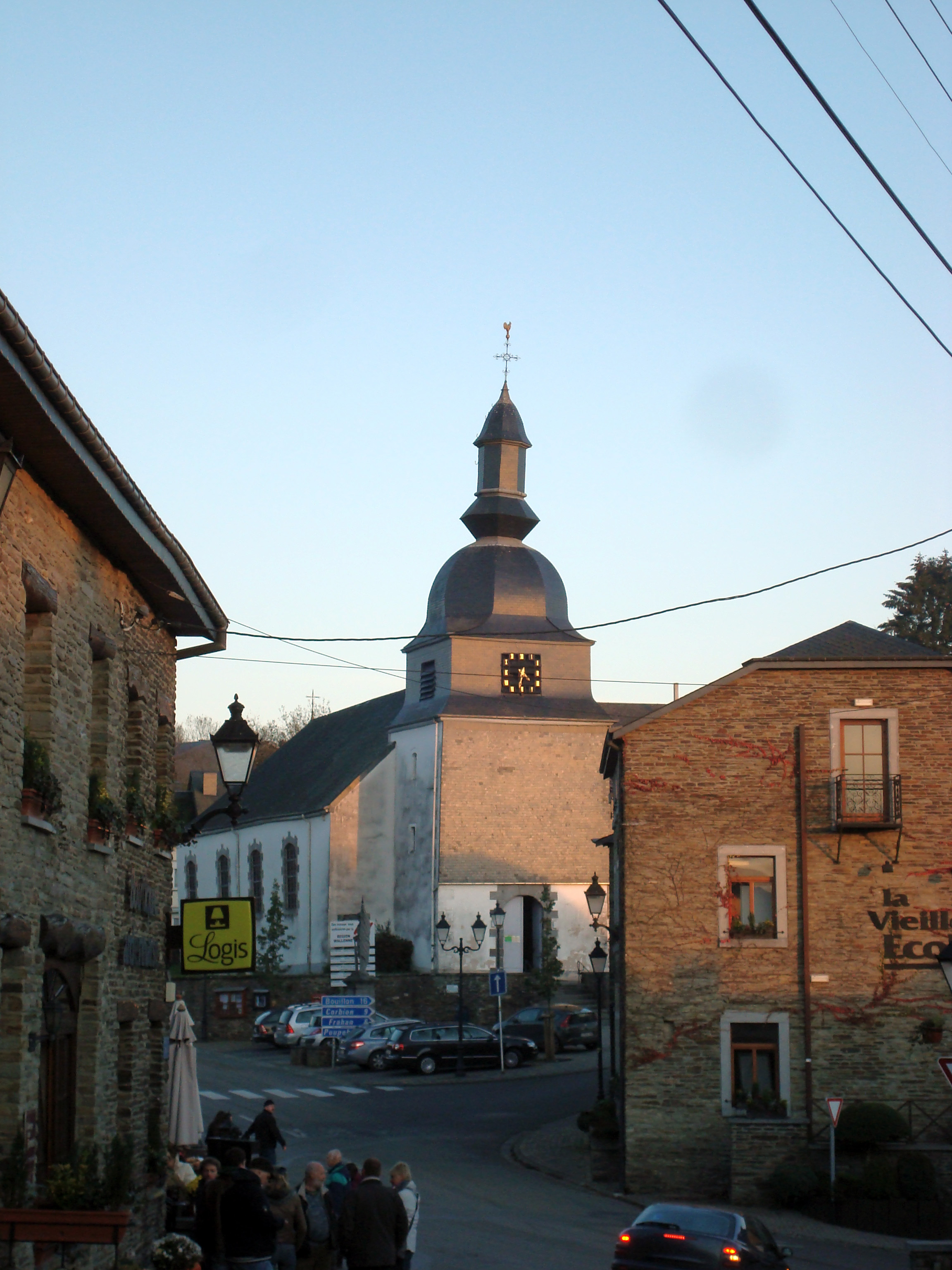
Vue éloignée.

Pour les articles homonymes, voir Saint-Firmin.
L'église Saint-Firmin de Rochehaut se situe dans le village belge de Rochehaut dans la commune de Bouillon en province de Luxembourg, en Belgique. Elle s’élève sur un monticule au centre du village.
L’édifice en schiste est entouré de l’ancien cimetière et d’un mur d’enceinte en grès et schiste. L’ensemble a été classé le 13 janvier 1977 par la Commission des monuments et des sites, après une demande introduite par l’abbé Marenne en 1965. Un premier édifice, probablement une chapelle, est érigé en 1139 et laisse comme vestige une cuve des fonts baptismaux. L’église actuelle est en place depuis 1773.

## Histoire
En 1614, comme en témoigne l’escalier du jubé, on construit une église à l’emplacement de la chapelle. Seule la tour occidentale demeure lors de la reconstruction de la nef et du chœur entre 1747 et 1773. En 1834-1835, des réparations importantes sont effectuées à l’église, au presbytère et au cimetière. L’année suivante, les fenêtres sont remplacées. Au début du XXe siècle, la tour est recouverte, à partir de la moitié de sa hauteur, d’une tôle qui sera remplacée par des ardoises avant 1943. 
Entre 1905 et 1907, Cavillot réalise la peinture des murs intérieurs. Avant 1922, le carrelage, alternant des rangées de rosaces de tailles différentes, est remplacé, les pierres tombales sont déplacées dans la tour et la peinture des murs à proximité des autels latéraux est restaurée. 
Avant 1943, la surface extérieure est recouverte d’un enduit clair et au milieu du XXe siècle, le coin formé par la tour et la nef au Sud-Ouest est ardoisé. Avant 1944, les pilastres engagés sont construits à l'intérieur et des carreaux noirs et blancs sont posés en damier dans le chœur. La toiture est remplacée et le plafond renouvelé avant 1956. En 1959, Hilt entreprend de peindre la voûte, son programme est contesté et les travaux sont arrêtés puis repris en 1961, financés par l’abbé Marenne. 
Avant 1969, on installe des colonnes pour soutenir le jubé. Les archives de la Commission royale des monuments, sites et fouilles fournissent des renseignements précis sur les travaux exécutés à l’église de Rochehaut après son classement : aménagement du parvis avec des dalles de trente-sept centimètres de large, installation du chauffage et de l’électricité entre 1981 et 1983, restauration de la toiture en 1984 et restauration de la peinture intérieure en 1987. En 2001, après de nombreuses années où la pierre reste apparente, la surface extérieure est recouverte d’un enduit clair.

## Description
L’église Saint-Firmin de Rochehaut est composée d’une tour massive de trois étages s’ouvrant sur une mononef à quatre travées prolongée par un chœur court semi-hexagonal. L’édifice est entièrement bâti en schiste et couvert d’ardoises.
La tour est percée par une porte en bois posée sur un seuil surélevé et encadrée de claveaux en calcaire de Meuse, formant un arc en anse de panier. Le millésime « 1747 » est gravé dans la clé. Une chaîne d’angle en besace en grès s’élève sur la hauteur des deux arêtes de la façade. Le mur nord est percé de deux fenêtres en anse de panier.
Les pignons nord et sud sont percés de quatre baies vitrées, surbaissées et encadrées de calcaire de Meuse, séparées par des distances inégales. Les petits carreaux teintés de violet et de vert qui composent les fenêtres sont assemblés derrière un quadrillage en fer forgé. Deux fenêtres du même type percent les pans du chœur tandis que le chevet est aveugle.
Le clocher se compose de deux parties : une base cubique étranglée au tiers de sa hauteur, dans laquelle sont percées trois baies, et surmonté d’un bulbe et d’un campanile octogonal. Une girouette cruciforme surplombe le tout. Le toit à deux versants, couvrant la nef, vient directement se greffer au clocher. Il est prolongé par un toit à trois pans, surmonté d’une croix en fer forgé, épousant ainsi la forme semi-hexagonale du chœur.
À l’intérieur de la tour occidentale, dallée de schiste, s’élève un escalier en chêne, portant le millésime « 1614 », donnant accès au jubé dans la nef. La tour étant équipée de trois étages, un plafond couvre le premier niveau.
La porte en chêne s’ouvre sur la nef. Celle-ci est séparée du chœur par une marche de quinze centimètres. L’ensemble est dallé de schiste. Une voûte droite en anse de panier recouvre la nef et se termine en cul-de-four au-dessus du chœur. La chaire de vérité, en chêne sculpté, s’élève sur le mur sud. Un lambris de chêne recouvre le mur ouest jusqu'à mi-hauteur, sous le jubé, et comprend une niche à battants, sur la droite, révélant la cuve des fonts baptismaux, en calcaire, portant le millésime « 1139 ». Les murs latéraux du chœur sont également plaqués d’un lambris de chêne, jusqu’à hauteur des baies, et forment un ensemble avec le tabernacle surmonté de l’autel principal, derrière lequel l’espace libéré tient lieu de sacristie à laquelle on accède par une porte en chêne marqueté. 

### Style
Aucun ouvrage ne traite du style de l’édifice. Cependant, certains auteurs concentrent leur attention sur les matériaux et les formes de l’habitat traditionnel ardennais. 
Dans le manuel Pierres à bâtir traditionnelles de Wallonie publié par le Ministère de la région wallonne, on peut lire que «l’Ardenne est principalement constituée de sols schisto-gréseux et exploite ses ressources naturelles. Les schistes sont utilisés dans l’architecture durable.»
Edmond Rahir, dans La Semois pittoresque, dit ceci : «Les monuments fort peu importants et qui n’ont rarement une apparence de valeur architecturale, de même que les habitations, sont presque toujours construits en schiste et leurs toitures sont recouvertes d’ardoises. Les sombres massifs schisteux au chaud coloris sont caractéristiques de la vraie Ardenne.»
Dans son ouvrage sur les églises de la province du Luxembourg, Emile Poumon écrit que «les couvertures d’ardoise donnent aux sanctuaires de nos Ardennes, souvent des mononefs, un visage bien particulier et qu’elles marquent d’une note pittoresque nombre de clochers dont les charpentes prennent parfois des formes inattendues.»
En parlant de l’église Saint-Firmin de Rochehaut, Eugène De Seyn déclare que « la tour est de vrai type ardennais.»